# دولنی تربونین
دولنی تربونین (به چکی: Dolní Třebonín) یک منطقهٔ مسکونی در جمهوری چک است که در ناحیه تشسکی کروملوو واقع شده‌است. دولنی تربونین ۲۰٫۴۳ کیلومتر مربع مساحت و ۱٬۲۱۲ نفر جمعیت دارد و ۴۲۴ متر بالاتر از سطح دریا واقع شده‌است.